# Salvatore Bocchetti
Salvatore Bocchetti (Nàpols, Província de Nàpols, Itàlia, el 30 de novembre de 1986) és un exfutbolista italià que jugava de defensa. Va ser internacional amb la selecció italiana. Posteriorment fa d'entrenador de futbol.

## Internacional
Ha estat internacional amb la selecció de futbol d'Itàlia en 5 ocasions. Va debutar el 10 d'octubre del 2009 en un partit vàlid per les eliminatòries per a la Copa Mundial de Futbol de 2010 davant de la selecció d'Irlanda que finalitzà amb marcador de 2 a 2.

## Clubs
| Club             | País   | Año            |
| ---------------- | ------ | -------------- |
| Lanciano 1924    | Itàlia | 2005 - 2006    |
| Ascoli Calcio    | Itàlia | 2006 - 2007    |
| Frosinone Calcio | Itàlia | 2007 - 2008    |
| Genoa FC         | Itàlia | 2008 - 2010    |
| Rubín Kazan      | Rússia | 2010 - Present |